# José María Carpio y Castaños
José María Carpio y Castaños, intendente de la Armada española y escritor nacido en San Fernando (Cádiz) en 24 de noviembre de 1857 y fallecido en Madrid en 1936.
Tuvo sus primeros destinos en las Antillas. Fue profesor de la Academia de su cuerpo. Contador de navío en 1886. Obra principal: Cosas de la Isla.
- Datos: Q5942727